# Comuna Velîki Budîșcea, Dîkanka
Velîki Budîșcea (în ucraineană Великі Будища) este o comună în raionul Dîkanka, regiunea Poltava, Ucraina, formată din satele Cerneciîi Iar, Kardașivka, Olefirșciîna, Pîsarivșciîna și Velîki Budîșcea (reședința).

## Demografie
Componența lingvistică a comunei Velîki Budîșcea
     Ucraineană (94,29%)
     Rusă (5,5%)
Conform recensământului din 2001, majoritatea populației comunei Velîki Budîșcea era vorbitoare de ucraineană (94,29%), existând în minoritate și vorbitori de rusă (5,5%).